# Isabelle Thireau
Isabelle Thireau est une sociologue et sinologue française, spécialiste de la société chinoise aux XXe et XXIe siècles.  

## Biographie
Chercheuse au CNRS depuis 1986, elle devient directrice de recherche en 2002, et directrice d’études cumulante à l’École des Hautes Études en Sciences Sociales (EHESS) en 2006. Elle est rattachée au Centre d’études sur la Chine moderne et contemporaine (EHESS/CNRS), qu’elle dirige avec Christian Lamouroux entre 2003 et 2006, avant de diriger le Centre Chine Corée, Japon entre 2006 et 2008.

## Activités de recherche et institutionnelles
Ses travaux portent sur les exigences de justice et les questions de légitimité morale et politique telles qu’elles se posent dans le contexte des bouleversements normatifs et politiques de la Chine des XXe et XXIe siècles.
Isabelle Thireau est membre du comité de rédaction de plusieurs revues scientifiques: The China Journal,  Etudes rurales, L’homme, Journal of Current Chinese Affairs. Entre 2003 et 2006, elle préside le Conseil scientifique des UMIFRE (MAE-CNRS) d'Asie.

## Distinctions
- Prix Le Dissez de Penanrum de l'Académie des sciences morales et politiques[3], 2010, pour Les Ruses de la démocratie. Protester en Chine (avec Hua Linshan), Paris, Seuil, 2010
- Prix Drouin de Lhuys de l’Académie des Sciences Morales et Politiques[4], 1997, pour Enquête sociologique sur la Chine. 1911-1949 (avec Hua Linshan), Paris, P.U.F., 1996.
- Médaille de bronze du CNRS, 1993.

## Publications

### Ouvrages
- Des lieux en commun. Une ethnographie des rassemblements publics en Chine contemporaine. Paris, Editions de l’EHESS, 2021 (ISBN 2713228131).
- Les Ruses de la démocratie. Protester en Chine (avec Hua Linshan), Paris, Seuil, 2010  (ISBN 978-2-02-101091-6)[5],[6].
- Enquête sociologique sur la Chine. 1911-1949 (avec Hua Linshan), Paris, P.U.F., 1996  (ISBN 978-2-13-047748-8) .

### Direction d’ouvrages
- De proche en proche. Ethnographie des formes d’association en Chine contemporaine, Bern, Berlin, Bruxelles, Frankfurt am Main, New York, Oxford, Wien, Peter Lang, 2013  (ISBN 3034312083) .
- Faire des Sciences sociales. Comparer (avec Olivier Remaud et Jean-Frédéric Schaub), Paris, Editions de l’Ecole des Hautes Etudes en Sciences Sociales, 2012  (ISBN 978-2-7132-2362-4) .
- Disputes au village chinois. Formes du juste et recompositions locales des espaces normatifs (sous la direction d’Isabelle Thireau et de Wang Hansheng), Paris, Editions de la Maison des Sciences de l’Homme, 2001  (ISBN 2-7351-0926-7) .

### Articles (sélection)

#### En français
- « S’accorder sur ce qui est. Les dimensions politiques d’un rassemblement public à Tianjin », Politix, 2019/1 (n° 125). DOI 10.3917/pox.125.0161
- « La parole comme arme de mobilisation politique ». Etudes Rurales, 2007/1 (n° 179). (avec Chang Shu). DOI 10.4000/etudesrurales.8424
- « Liens personnels, expressions, repères d'identification. Actions expressives et nouveaux supports de communication », Réseaux, volume 23-n°133/2006. (avec Hua Linshan)
- « Le sens du juste en Chine. En quête d’un nouveau droit du travail », Annales HSS 56, no. 6 (2001). (avec Hua Linshan) DOI 10.3406/ahess.2001.280013
- « Une analyse des disputes dans les villages chinois. Aspects historiques et culturels des accords concernant les actions justes et raisonnables », Revue française de sociologie, 1998, XXXIX-3.

#### En anglais
- Thireau, I. (2021). Being Together at a Distance, Talking and Avoiding Talk: Making Sense of the Present in Victory Square, Tianjin. The China Quarterly, 246 DOI 10.1017/S0305741021000230.
- Thireau, I., & Linshan, H. (2003). The Moral Universe of Aggrieved Chinese Workers: Workers’ Appeals to Arbitration Committees and Letters and Visits Offices. The China Journal, 50 DOI 10.2307/3182247.
- Thireau, I., & Linshan, H. (1998). “Agreements and Disagreements: the Formation of Social Norms in China after the Economic Reforms” in Zhongguo jingji kaifang yu shehui jiegou bianqian (L’ouverture économique en Chine et la transformation des structures sociales), sous la direction de Lu Xueyi et de Hu Yaosu, Pékin, Editions des documents en sciences sociales.
- Thireau, I., & Linshan, H. (1994). “When Violence Appears, Reason Disappears”, Republican China, 19:2 DOI 10.1080/08932344.1994.11720235.
- Thireau, I. (1991) "From Equality to Equity: An Exploration of Changing Norms of Distribution in Rural China”, China Information, V. 4 DOI 10.1177/0920203X9100500403.

### Vidéos
- Isabelle Thireau, « Les migrations à l'ombre de la période maoïste », Colloque de rentrée du Collège de France « Migrations, réfugiés, exil » 14 octobre 2016.